# Chikage Awashima
Chikage Awashima (淡島 千景 Awashima Chikage?, nombre de nacimiento Keiko Nakagawa, 24 de febrero de 1924  –  16 de febrero de 2012) fue una actriz japonesa.

## Biografía
Licenciada en la Escuela de Música y Danza de Takarazuka y miembro del Takarazuka Revue, Chikage Awashima entró en los estudios Shochiku e hizo su debut cinematográfico en 1950. Apareció en films de direcotres tan importante como Yasujirō Ozu, Mikio Naruse, Keisuke Kinoshita, Tadashi Imai y Heinosuke Gosho. Recibió dos Premios Blue Ribbon y dos Premios de cine de Mainichi por sus interpretaciones.
Awashima se retiró de los escenarios en 2009. Murió el 16 de febrero de 2012, a los 87 años, de cáncer.

## Filmografía

### Cine
| Año  | Título                                        | Personaje        | Director           |
| ---- | --------------------------------------------- | ---------------- | ------------------ |
| 1950 | Ten'ya wan'ya                                 |                  | Minoru Shibuya     |
| 1951 | Zen-ma                                        | Itsuko Kitaura   | Keisuke Kinoshita  |
| 1951 | Principios de verano                          | Aya Tamura       | Yasujirō Ozu       |
| 1952 | Nami                                          | Nonomiya         | Noboru Nakamura    |
| 1952 | El sabor del té verde con arroz               | Aya Amamiya      | Yasujirō Ozu       |
| 1952 | Carmen se enamora                             | Chidori          | Keisuke Kinoshita  |
| 1953 | Kimi no na wa: Dai-ni-bu                      |                  | Hideo Ôba          |
| 1955 | Meoto zenzai                                  | Chōko            | Shirō Toyoda       |
| 1956 | Primavera precoz                              | Masako Sugiyama  | Yasujirō Ozu       |
| 1956 | Zangiku monogatari                            | Otoku            | Koji Shima         |
| 1956 | Nihonbashi                                    | Otaka Inaba      | Kon Ichikawa       |
| 1957 | Kiiroi karasu                                 | Machiko Yoshida  | Heinosuke Gosho    |
| 1958 | Chûshingura                                   | Riku Ōishi       | Kunio Watanabe     |
| 1958 | Chaparrón                                     | Yae              | Mikio Naruse       |
| 1959 | La condición humana I: No hay amor más grande | Kin              | Masaki Kobayashi   |
| 1961 | Tsuma to shite onna to shite                  | Ayako Kōno       | Mikio Naruse       |
| 1961 | La noche de las mujeres                       | Nogami           | Kinuyo Tanaka      |
| 1961 | Mozu                                          | Sugako Okada     | Minoru Shibuya     |
| 1968 | Ō-oku emaki                                   | Shino            | Kōsaku Yamashita   |
| 1968 | Kigeki ekimae kazan                           | Keiko Morita     | Tatsuo Yamada      |
| 1976 | Kigeki hyakuten manten                        | Aki Isogai       | Shūe Matsubayashi  |
| 1983 | Kono ko wo nokoshite                          | Tsumo            | Keisuke Kinoshita  |
| 1994 | Natsu no niwa                                 | Yayoi Kokō       | Shinji Sōmai       |
| 2005 | Daiteiden no yoru ni                          | Sayoko           | Takashi Minamoto   |
| 2010 | Haru tono tabi                                | Shigeko Ichiyama | Masahiro Kobayashi |

### Televisión
| Año  | Título                     | Personaje     | Cadena |
| ---- | -------------------------- | ------------- | ------ |
| 1963 | Hana no Shōgai             | Murayama Taka | NHK    |
| 1964 | Akō Rōshi                  | Osen          | NHK    |
| 2006 | Imo tako nankin            | Ume Hanaoka   | NHK    |
| 2011 | Wataru Seken wa Oni Bakari | Maki Hasebe   | TBS    |

## Honours
- 1950: Premios Blue Ribbon a la mejor actriz por Ten'ya wan'ya y Okusama ni goyojin[6]
- 1955: Premios Blue Ribbon a la mejor actriz por Meoto zenzai [7]
- 1958: Premios de cine de Mainichi a la mejor actriz por Nubes de verano y Hotarubi[8]
- 1988: Medalla de Honor con lazo púrpura
- 1995: Orden de la Preciosa Corona, 4ª Clase, Wisteria
- 1997: Premios de cine de Mainichi Kinuyo Tanaka[9]